# Lustrum (Starověký Řím)
Lustrum (lat., od lustrare, osvětlit, očistit) znamená původně slavnost očištění římské obce, spojenou se smírnou obětí vepře, ovce a býka. Konala se za hradbami města při ukončení censu (sčítání občanů a soupisu daní) pravidelně každých pět let. Proto se slovo lustrum (plurál lustra) užívalo i jako označení pětiletého období vůbec, zejména v básnické řeči.

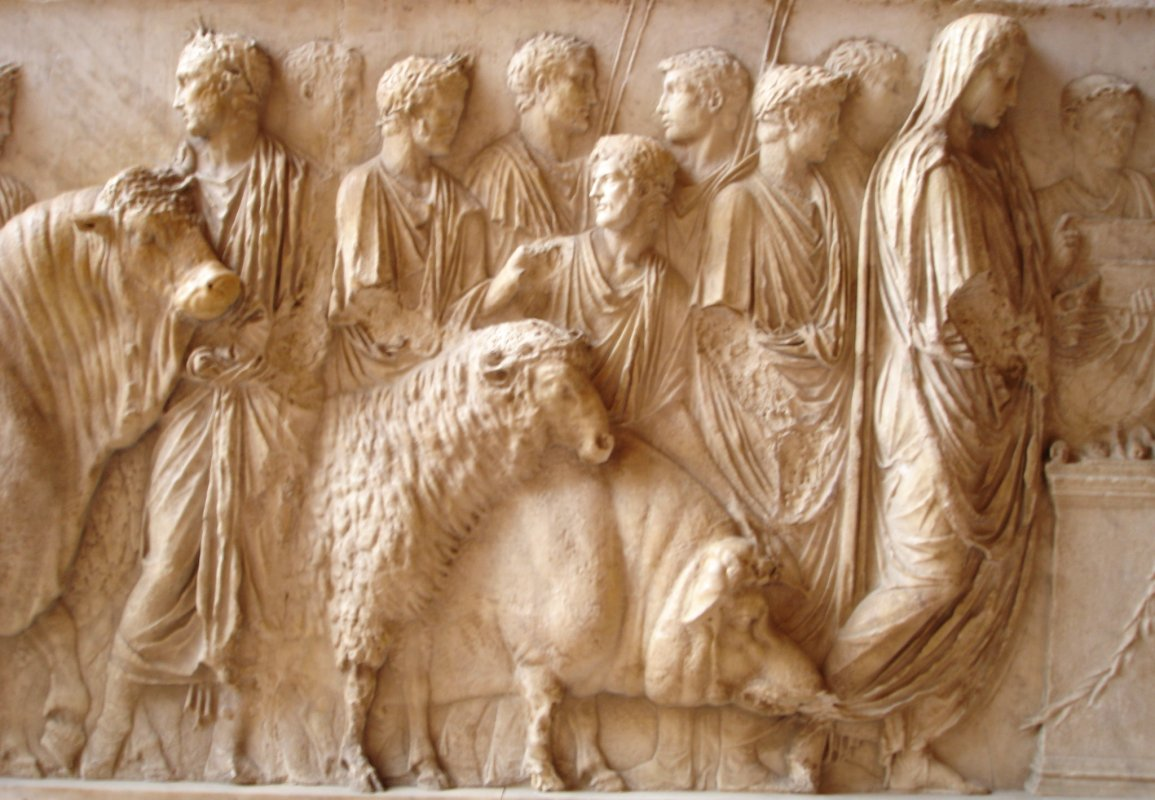
Oběť suovetaurile, závěr lustra. Reliéf z 1. stol.

## Historie
Výroční slavnosti obnovení a očištění obce se konaly v mnoha starých společnostech. Nesměl se jich účastnit nikdo cizí, naopak pro občany byly povinné a neúčast znamenala ztrátu občanství. Podle Tita Livia se první římské lustrum konalo roku 566 př. n. l. za krále Servia Tullia, a to za hradbami města na Martově poli. Na začátku republiky prováděl census jeden z konsulů, od roku 443 př. n. l. dvojice censoři. Oběť tří hospodářských zvířat, vepře (lat. sus), ovce (ovis) a býka (taurus) dostala název suovetaurilia. Kněz se zvířaty obcházel mezi shromážděným lidem a nakonec je zabil a spálil. Poslední slavnost lustra se konala za císaře Vespasiána roku 74.

## Lustrum jako období
Lustrum hrálo v Římě podobnou úlohu jako v Řecku Olympiády a podle Ottova slovníku bylo původně čtyřleté. Pětileté období uvádí Livius a podle některých vzniklo tak, že původní římský kalendář měl v roce 304 dnů. Každý šestý "romulovský" rok se tak téměř přesně sešel s pátým rokem slunečním. Rozdíl jednoho dne se vyrovnával vloženým měsícem.
V latinské literatuře pak lustrum znamená pět let a protože se rytmicky dobře hodilo, užívalo se slovo pro udání věku člověka často i v renesanci a v novověku, zejména v básních.
Od lustra se odvozuje i právní pojem lustrace jako objasnění i očištění.